# يوم الوثيقة العربية
جاء اختيار 17 أكتوبر من كل عام يوماً للوثيقة العربية وذلك استجابةً لمبادرة النادي العربي للمعلومات والوثائق، لتتبناه المنظمة العربية للتربية والثقافة والعلوم (أليكسو)، وتأكيداً للدور الريادي للفرع الإقليمي العربي للمجلس الدولي للأرشيف ومراكز الأرشيف والتوثيق في العالم العربي، وذلك من خلال إقامة الاحتفالات وإصدار البيانات لتسليط الضوء على أهمية الوثائق على أساس كونها ذاكرة الأمم والشعوب، وإحدى أدوات وأدلة الإثبات. بالإضافة إلى كونها  تشكل مصدرا  هاماً للمعلومات للباحثين وأساساً لإرساء الحكم الرشيد والشفافية، والتخطيط  والإدارة السليمة والبنية التحتية للمعلومات إذا ما أحسن تنظيمها وإدارتها واستغلالها.